# 아산디미트라
아산디미트라는 마우리아 황제 아소카의 아내이자 정실 부인이다. 그녀는 아소카의 두 번째 아내이자 첫 번째 황후였다.
"아그라마히시" 또는 "정실 황후"이라는 칭호가 주어진 것을 보아, 아산디미트라는 황실 출신일 가능성이 높다.  그녀에게는 자녀가 없었다.  그녀가 죽은 후 티슈야라크샤는 아소카의 정실 황후가 되었다.

## 생애
그녀는 아산디바트(오늘날의 아산드) 왕국에서 태어났다.
마하보디 협회에 따르면 그녀는 기원전 270년에서 240년 사이에 아소카와 결혼했다. 그녀는 아소카가 신뢰하고 충실하며 가장 좋아하는 아내였다. 그녀는 종종 그의 "사랑하는" 또는 그의 "친애하는" 배우자로 불리며 황제의 신임받는 조언자였다고 한다. 기원전 240년에 그녀가 죽자, 아쇼카는 깊은 슬픔에 빠졌다.

## 전생에 관한 전설
마하밤사는 그녀가 어떻게 황후가 되었는지에 대한 전설을 말하며, 그녀가 전생에 꿀 상인을 찾고 있던 벽지불에게 지시를 주었기 때문에 아소카의 아내가 되었다고 말했다. 이야기에 따르면 상인이 그릇에 꿀을 가득 채운 후 벽지불은 잠부드비파의 군주가 되겠다고 맹세했다. 이 말을 들은 그녀는 그들이 왕과 왕비로 다시 태어나서 그들을 아소카와 아산디미트라로 다시 태어나게 해주기를 바랐다.
마하밤사에서는 또한 별도의 전생에서 아산디미트라가 벽지불에게 천 조각을 주었는데, 이는 그녀에게 아소카와 카르마적으로 독립된 황후의 지위를 부여한 것으로 생각된다는 이야기가 추가로 나와 있다.
다사밧츕파카야나에서는 두 이야기를 하나로 결합하여 벽지불과 꿀 상인의 이야기를 들려주고 아산디미트라의 전생이 동일한 벽지불에게 천 조각을 선물했다고 덧붙인다.